# Segelfluggelände Stillberghof

i7
i11
i13
Das Segelfluggelände Stillberghof liegt im Gebiet der Großen Kreisstadt Donauwörth in Schwaben, etwa 3 km nordöstlich des Zentrums von Donauwörth, oberhalb des Stadtteils Zirgesheim. Naturräumlich liegt das Segelfluggelände am östlichen Rand der Schwäbischen Alb. Die Donau fließt etwa 2 km südlich des Segelfluggeländes in östlicher Richtung.

## Flugbetrieb
Das Segelfluggelände besitzt eine 700 m lange Start- und Landebahn aus Asphalt. Es finden Flugzeugschlepp mit Segelflugzeugen sowie Flugbetrieb mit Motorseglern statt. Der Betreiber des Segelfluggeländes ist die Segelfluggruppe Donauwörth-Monheim e. V.